# Arabidopsis thaliana

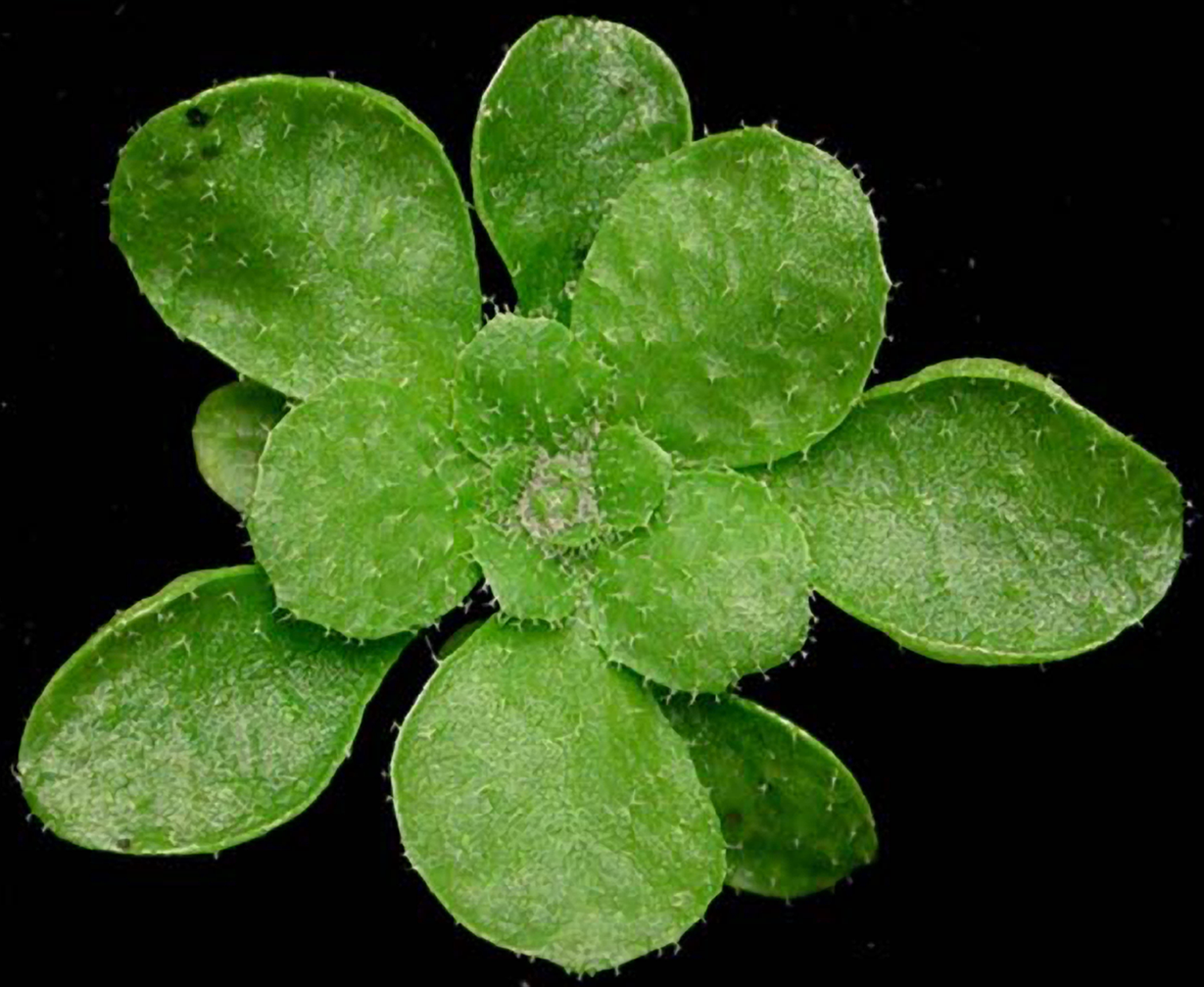
Arabidopsis thaliana có trạng thái hoa hồng trước khi xuân hóa, hình thái này không có chồi hoa

Arabidopsis thaliana là một loại cây có hoa nhỏ thuộc Họ Cải có nguồn gốc từ châu Âu, châu Á và tây bắc châu Phi. Đây là một loài sinh vật mô hình thường dùng trong nghiên cứu sinh lý học thực vật.
Loài này có vòng đời tương đối ngắn, là loài thực vật phổ biến làm một sinh vật mô hình trong sinh học thực vật và di truyền. Arabidopsis thaliana có một bộ gen khá nhỏ, chỉ có 135 cặp megabase (MBP), và trong một thời gian dài người ta cho rằng nó có bộ gen nhỏ nhất của tất cả các thực vật có hoa, nhưng ngày nay loài thực vật có hoa có bộ gen nhỏ nhất bộ gen tại thuộc về các thực vật trong chi Genlisea, bộ Hoa môi (Lamiales), với loài Genlisea margaretae, một cây ăn thịt, cho thấy một kích thước bộ gen của 63,4 MBP. Arabidopsis là loài thực vật có bộ gen đầu tiên được giải mã gen, và là một công cụ phổ biến để hiểu biết về sinh học phân tử các đặc tính cây trồng, bao gồm cả phát triển hoa và cảm biến ánh sáng.
Loài này lần đầu tiên được phát hiện năm 1577 ở dãy núi bởi Harz Johannes Thal (1542-1583), một bác sĩ từ Nordhausen, Thüringen, Đức, đã gọi nó là Pilosella siliquosa. Năm 1841, danh pháp đã được đổi tên là Arabidopsis thaliana bởi nhà thực vật học người Đức Gustav Heynhold để vinh danh Thal. 
Loài này có nguồn gốc châu Âu, châu Á và tây bắc châu Phi. Nó phát triển chiều cao 20–25 cm. Các lá tạo thành một hình hoa thị ở gốc cây, với một lá số trên thân cây hoa. Lá cơ bản là màu xanh lá cây để hơi màu đỏ trên, dài 1,5–5 cm và rộng 2–10 mm, với toàn bộ rìa lá có răng cưa thô. Quả hình  siliqua dài 5–20 mm, chứa 20–30 hạt. Rễ có cấu tạo đơn giản, chỉ có một rễ sơ cấp mọc thẳng đứng hướng xuống, sau này sinh ra các rễ bên nhỏ hơn. Những rễ này hình thành tương tác với vi khuẩn  rhizosphere chẳng hạn như Bacillus megaterium.
A. thaliana có thể hoàn thành toàn bộ vòng đời của nó trong sáu tuần. Thân trung tâm tạo hoa phát triển sau khoảng 3 tuần, và hoa tự thụ phấn tự nhiên. Trong phòng thí nghiệm, 'A. thaliana  có thể được trồng trong đĩa Petri, chậu, hoặc thủy canh, dưới đèn huỳnh quang hoặc trong nhà kính.
Arabidopsis thaliana là một sinh vật mô hình được sử dụng nhiều để nghiên cứu về xuân hóa. Một số kiểu sinh thái của loài này được gọi là "cây mùa đông" sẽ không thể ra hoa nếu không có xuân hóa; những kiểu sinh thái khác ("cây mùa hè") thì không như vậy. Các gen làm cơ sở cho sự khác biệt này trong sinh lý thực vật đã được nghiên cứu chuyên sâu.